# Tachaea crassipes
Tachaea crassipes är en kräftdjursart som beskrevs av Schioedte och Frederik Vilhelm August Meinert 1879B. Tachaea crassipes ingår i släktet Tachaea och familjen Corallanidae.
Artens utbredningsområde är Singapore. Inga underarter finns listade i Catalogue of Life.